# 내각부 특명담당대신 (행정 쇄신 담당)
내각부 특명담당대신(행정 쇄신 담당)[일본어: 内閣府特命担当大臣(行政刷新担当) 나이카쿠후토쿠메이탄토다이진 긴유탄토[*]]는 일본의 국무대신으로, 내각부 특명담당대신 중 하나이다. 행정 쇄신 담당 장관 통칭된다.

## 역할
일본 내각부에 놓인 내각부 특명 담당 대신의 하나이다.  일본의 국가 및 지방 공공 단체의 행정 개혁을　소관하는 국무 대신이다.  내각 부내에 자문 회의로 놓인 행정 쇄신 회의를 부의장을 맡고있는 (의장은 내각총리대신).

## 역대 내각
| 값                                                                   | 이름                         | 이름                      | 내각                      | 내각                         | 취임일                    | 퇴임일                    | 당파                      | 비고                      |
| 국무 대신(행정 개혁 담당)                                            | 국무 대신(행정 개혁 담당)    | 국무 대신(행정 개혁 담당) | 국무 대신(행정 개혁 담당) | 국무 대신(행정 개혁 담당)    | 국무 대신(행정 개혁 담당) | 국무 대신(행정 개혁 담당) | 국무 대신(행정 개혁 담당) | 국무 대신(행정 개혁 담당) |
| -------------------------------------------------------------------- | ---------------------------- | ------------------------- | ------------------------- | ---------------------------- | ------------------------- | ------------------------- | ------------------------- | ------------------------- |
| -                                                                    |                              | 하시모토 류타로           | 제2차 모리 내각           | 개조내각 (중앙 성청 개편 전) | 2000년 12월 5일           | 2001년 4월 26일           | 자유민주당                |                           |
| -                                                                    | 개조내각 (중앙 성청 개편 후) | 하시모토 류타로           | 제2차 모리 내각           | 유임                         | 2000년 12월 5일           | 2001년 4월 26일           | 자유민주당                |                           |
| -                                                                    |                              | 이시하라 노부테루         | 제1차 고이즈미 내각       | 제1차 고이즈미 내각          | 2001년 4월 26일           | 2003년 9월 22일           | 자유민주당                |                           |
| -                                                                    |                              | 이시하라 노부테루         | 제1차 개조 내각           | 자유민주당                   | 2001년 4월 26일           | 2003년 9월 22일           | 유임                      |                           |
| -                                                                    |                              | 가네코 가즈요시           |                           | 제2차 개조 내각              | 2003년 9월 22일           | 2003년 11월 19일          | 자유민주당                |                           |
| -                                                                    | 제2차 고이즈미 내각          | 제2차 고이즈미 내각       | 2003년 11월 19일          | 2004년 9월 27일              | 자유민주당                | 연임                      |                           |                           |
| -                                                                    |                              | 무라카미 세이이치로       |                           | 개조 내각                    | 2004년 9월 27일           | 2005년 9월 21일           | 자유민주당                |                           |
| -                                                                    | 제3차 고이즈미 내각          | 제3차 고이즈미 내각       | 2005년 9월 21일           | 2005년 10월 31일             | 자유민주당                | 연임                      |                           |                           |
| -                                                                    |                              | 주마 고키                 |                           | 개조 내각                    | 2005년 10월 31일          | 2006년 9월 26일           | 자유민주당                |                           |
| 국무 대신(국가·지방 행정 개혁 담당)                                  |                              |                           |                           |                              |                           |                           |                           |                           |
| -                                                                    |                              | 사다 겐이치로             | 제1차 아베 신조 내각      | 제1차 아베 신조 내각         | 2006년 9월 26일           | 2006년 12월 28일          | 자유민주당                |                           |
| －                                                                   |                              | 와타나베 요시미           | 제1차 아베 신조 내각      | 제1차 아베 신조 내각         | 2006년 12월 28일          | 2007년 9월 26일           | 자유민주당                |                           |
| －                                                                   |                              | 와타나베 요시미           | 개조 내각                 | 자유민주당                   | 2006년 12월 28일          | 2007년 9월 26일           | 유임                      |                           |
| 국무 대신(행정 개혁 담당)                                            |                              |                           |                           |                              |                           |                           |                           |                           |
| -                                                                    |                              | 와타나베 요시미           | 후쿠다 야스오 내각        | 후쿠다 야스오 내각           | 2007년 9월 26일           | 2008년 8월 2일            | 자유민주당                |                           |
| -                                                                    |                              | 모테기 도시미쓰           |                           | 개조 내각                    | 2008년 8월 2일            | 2008년 9월 24일           | 자유민주당                |                           |
| -                                                                    |                              | 아마리 아키라             | 아소 내각                 | 아소 내각                    | 2008년 9월 24일           | 2009년 9월 16일           | 자유민주당                |                           |
| 내각부 특명 담당 대신(행정 쇄신 담당)                                |                              |                           |                           |                              |                           |                           |                           |                           |
| 1                                                                    |                              | 센고쿠 요시토             | 하토야마 유키오 내각      | 하토야마 유키오 내각         | 2009년 9월 16일           | 2010년 2월 10일           | 민주당                    |                           |
| 2                                                                    |                              | 에다노 유키오             | 하토야마 유키오 내각      | 하토야마 유키오 내각         | 2010년 2월 10일           | 2010년 6월 8일            | 민주당                    |                           |
| 3                                                                    |                              | 무라타 렌호               | 간 내각                   | 간 내각                      | 2010년 6월 8일            | 2011년 6월 27일           | 민주당                    |                           |
| 3                                                                    |                              | 무라타 렌호               | 제1차 개조 내각           | 민주당                       | 2010년 6월 8일            | 2011년 6월 27일           | 유임                      |                           |
| 3                                                                    |                              | 무라타 렌호               | 제2차 개조 내각           | 민주당                       | 2010년 6월 8일            | 2011년 6월 27일           | 유임                      |                           |
| 4                                                                    |                              | 에다노 유키오             | 제2차 개조 내각           | 2011년 6월 27일              | 2011년 9월 2일            | 민주당                    |                           |                           |
| 5                                                                    |                              | 무라타 렌호               | 노다 내각                 | 노다 내각                    | 2011년 9월 2일            | 2012년 1월 13일           | 민주당                    |                           |
| 내각부 특명 담당 대신(행정 쇄신 담당) 겸 국무 대신(행재정 개혁 담당) |                              |                           |                           |                              |                           |                           |                           |                           |
| 6                                                                    |                              | 오카다 가쓰야             | 노다 내각                 | 제1차 개조 내각              | 2012년 1월 13일           | 2012년 6월 4일            | 민주당                    |                           |
| 6                                                                    |                              | 오카다 가쓰야             | 제2차 개조 내각           | 2012년 6월 4일               | 2012년 10월 1일           | 민주당                    | 유임                      |                           |
| 6                                                                    |                              | 오카다 가쓰야             | 제3차 개조 내각           | 2012년 10월 1일              | 2012년 12월 26일          | 민주당                    | 유임                      |                           |
| 국무 대신(행정 개혁 담당)                                            |                              |                           |                           |                              |                           |                           |                           |                           |
| -                                                                    |                              | 이나다 도모미             | 제2차 아베 신조 내각      | 제2차 아베 신조 내각         | 2012년 12월 26일          | 2014년 9월 3일            | 자유민주당                |                           |
| -                                                                    |                              | 아리무라 하루코           |                           | 개조 내각                    | 2014년 9월 3일            | 2014년 12월 24일          | 자유민주당                |                           |
| -                                                                    | 제3차 아베 신조 내각         | 제3차 아베 신조 내각      | 2014년 12월 24일          | 2015년 10월 7일              | 자유민주당                | 연임                      |                           |                           |
| -                                                                    |                              | 고노 다로                 |                           | 제1차 개조 내각              | 2015년 10월 7일           | 2016년 8월 3일            | 자유민주당                |                           |
| -                                                                    |                              | 야마모토 고조             |                           | 제2차 개조 내각              | 2016년 8월 3일            | 2017년 8월 3일            | 자유민주당                |                           |
| -                                                                    |                              | 가지야마 히로시           |                           | 제3차 개조 내각              | 2017년 8월 3일            | 2017년 11월 1일           | 자유민주당                |                           |
| -                                                                    | 제4차 아베 신조 내각         | 제4차 아베 신조 내각      | 2017년 11월 1일           | 2018년 10월 3일              | 자유민주당                | 연임                      |                           |                           |
| -                                                                    |                              | 미야코시 미쓰히로         |                           | 제1차 개조 내각              | 2018년 10월 3일           | 2019년 9월 11일           | 자유민주당                |                           |
| -                                                                    |                              | 다케다 료타               |                           | 제2차 개조 내각              | 2019년 9월 11일           | 2020년 9월 16일           | 자유민주당                |                           |
| -                                                                    |                              | 고노 다로                 | 스가 내각                 | 스가 내각                    | 2020년 9월 16일           |                           | 자유민주당                |                           |